# 蛇夫座
蛇夫座（/ˌɒfiˈjuːkəs/）是一個橫跨天赤道的大星座。它的名字來自古希臘語ὀφιοῦχος（ophioûkhos），意思是「攜帶蛇的人」，通常被表示為一個抓住蛇的人。 蛇由星座巨蛇座代表。蛇夫座是2世紀天文學家托勒密列出的星座，它仍然是現代88星座之一。這個星座的舊別名是Serpentarius，意思是拉丁文的執蛇者。

## 位置

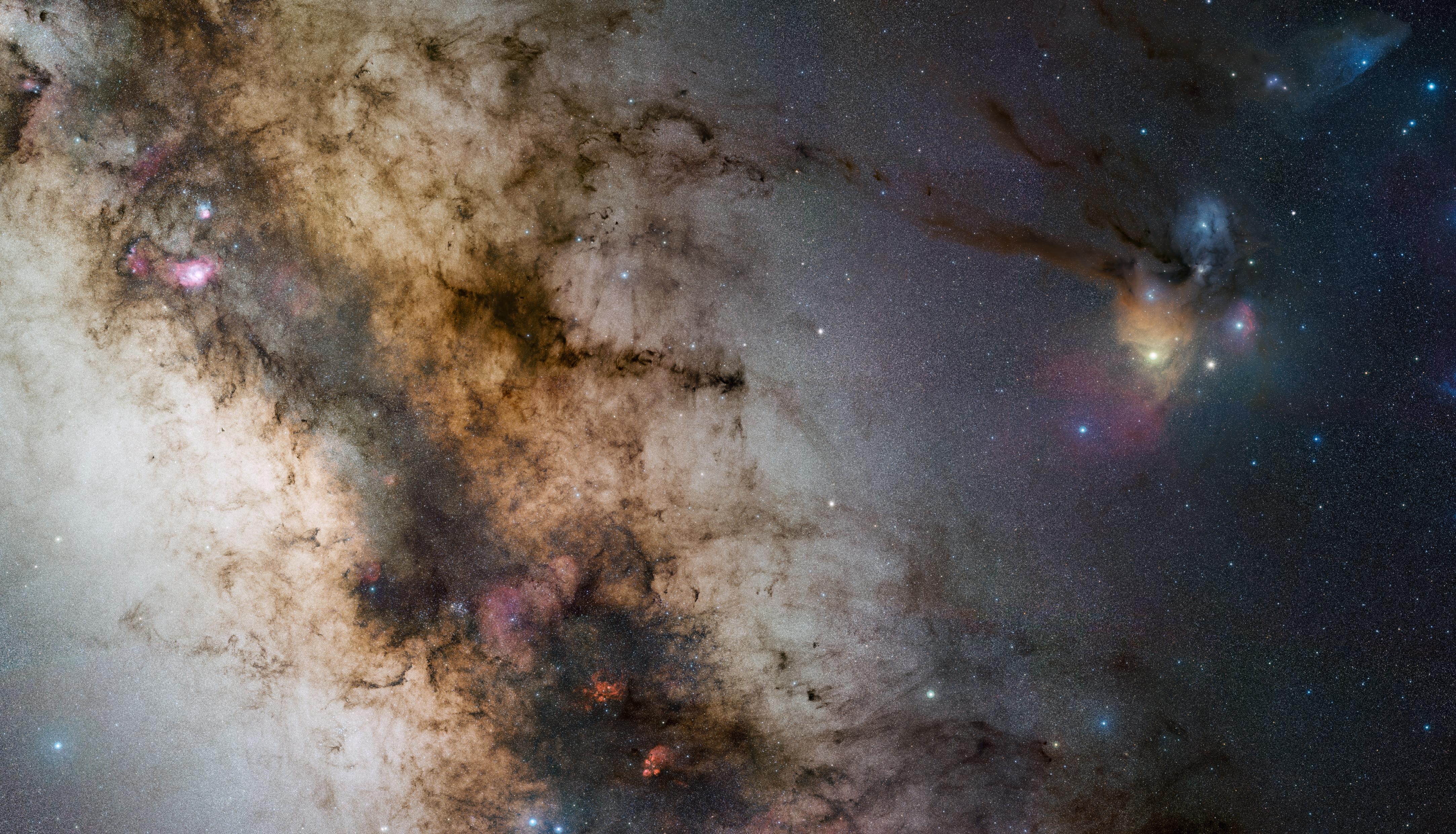
蛇夫座ρ是位置略高於天蠍座的五合星，它位於圖中的的藍色星雲中，銀河系的主帶靠近左邊。

蛇夫座位於天鷹座、巨蛇座、天蠍座、人馬座和武仙座之間，坐落在銀河系中心的西北方；南部位於西面的天蠍座和東面的人馬座之間。。在北半球，它在夏天最為容易看到。相對於獵戶座，它被描繪成一個抓著一條巨蟒的人；他的身體遮蔽了巨蛇，將巨蟒分為兩部分，Caput和Cauda。蛇夫座橫跨赤道，其大部分區域位於南半球。候（蛇夫座α）是它最亮的恆星，位於蛇夫座的北部邊緣附近，大約處於赤緯+12° 30′處。蛇夫座向南延伸至赤緯 −30°。蛇夫座內的黃道段位於赤緯 −20°以南（見右圖）。
與獵戶座相反，從11月到1月（南半球為夏季，北半球為冬季），蛇夫座位於白天的天空中，因此在大多數緯度地區都看不到。然而，在北半球的冬季，對於北極圈以北的大部分極地地區，即使在正午，太陽也低於地平線。位於南部低空的恆星（以及蛇夫座的部分區域，尤其是候）在當地中午附近的黃昏時分可見幾個小時。在北半球的春季和夏季，當蛇夫座通常在夜空中可見時，該星座實際上是不可見的，因為午夜太陽在北極的這些時間和地點遮擋了恆星。

## 特點

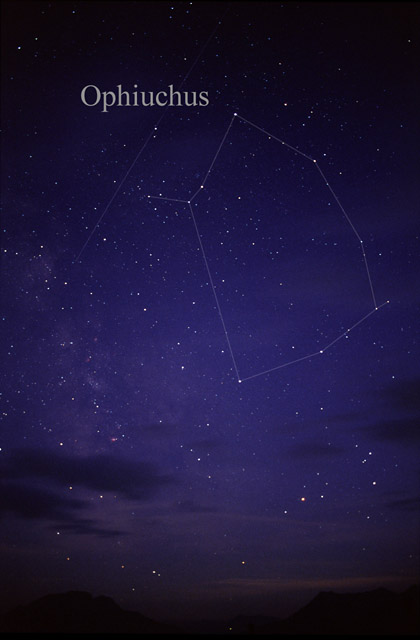
星座蛇夫座，可以通過肉眼看到。

古代蛇夫座属于天蝎座，由於天蝎尾部亮星过于偏南，使得蛇夫的脚无处可放，因此將这一部分星空以及与天蝎体形无关的部分连同一段黄道带从天蝎座分出畫为蛇夫座。

## 有趣的星
- 巴纳德星：从地球看这颗星位于蛇夫座β东方，它是1916年被美国科学家巴纳德首先发现的。它是仅次于南门二的太阳第二近邻，它距离太阳5.87光年。同时它又是从地球看全天运动最快的星，自行一年为10.3秒，大约每189年其就会在天球上运动一个月球月面的距离。运动方向朝向太阳系，因此，再过数千年，其就会变为距离地球最近的恆星，可能有行星围绕其旋转。
- 蛇夫座70：这是一个双星，互相环绕一周的时间是88年，两子星星等分别为+4和+6，相距3.7弧秒，距离正在扩大。

## 深空天体

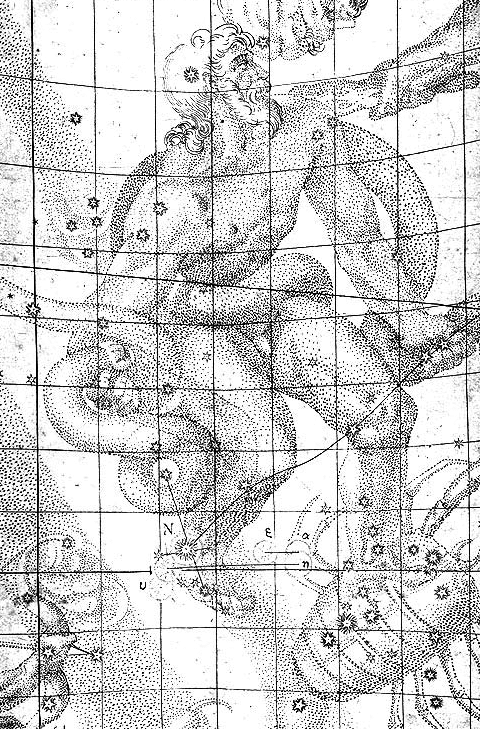
约翰内斯·开普勒的繪圖描繪的“克卜勒超新星(Supernova 1604)的位置，腳下的蛇夫座”。

- M9：一个结构松散的球状星团，很小，最亮的星也在+14等左右，需要使用10英寸（25厘米）的望远镜才能看见一部分，星等为+7.9。
- M10和M12：这两个球状星团相距3.4度，接近蛇夫座中心，结构都比较松散，如果在没有光污染的情况下，使用4英寸（10厘米）的望远镜即可容易的看见它们。它们的星等为+6.6，M10距离地球14000光年，M12距离地球18000光年。
- M14：这是一个球状星团，使用小型望远镜只能看见模糊的轮廓，使用10英寸（25厘米）的望远镜可以分辨出亮星。它的星等为+7.5。
- M62：这是一个明亮，外形相当圆的球状星团，位于恆星紧密的天区，星等为+6.6。
- M107：这是梅西耶天体中最暗的球状星团，星等+8.1。
- NGC 6633和IC 4665：这是可以使用双筒望远镜观测的大而松散的星团，使用双筒望远镜可以看见其中的亮星。

## 中國星官
以下為蛇夫座在中國的星官名，主要屬於天市垣、房宿、尾宿、箕宿及牛宿等星官。
| 星或星群名 | 星官     | 星官英文名                       | 註釋                                                                       | 三垣二十八宿 | 星數 |
| 燕（蛇夫座ν）、宋（蛇夫座η）、魏（武仙座δ）、趙（武仙座λ）、九河（武仙座μ）、中山（武仙座ο）、齊（武仙座112）、吳越（天鷹座ζ）、徐（巨蛇座θ1）、東海（巨蛇座η）、南海 (巨蛇座ξ) | 天市左垣 | Left Wall                        | 天市左垣十一星，分別為宋、南海、燕、東海、徐、吳越、齊、中山、九河、趙、魏 | 天市垣       | 11   |
| 梁（蛇夫座δ）、楚（蛇夫座ε）、韓（蛇夫座ζ）、河中（武仙座β）、河間（武仙座γ）、晉（武仙座κ）、鄭（巨蛇座γ）、周（巨蛇座β）、秦（巨蛇座δ）、蜀（巨蛇座α）、巴（巨蛇座ε）         | 天市右垣 | Right Wall                       | 天市右垣十一星，分別為韓、楚、梁、巴、蜀、秦、周、鄭、晉、河間、河中       | 天市垣       | 11   |
| 蛇夫座μ、蛇夫座τ、巨蛇座ο、巨蛇座ν | 市樓     | Municipal Office                 | 管理市場的政府機構                                                         | 天市垣       | 6    |
| 蛇夫座υ、蛇夫座20 | 車肆     | Commodity Market                 | 百貨市場                                                                   | 天市垣       | 2    |
| 蛇夫座β、蛇夫座γ | 宗正     | Official for the Royal Clan      | 皇帝的小宗，或掌管皇族事務的官員                                           | 天市垣       | 2    |
| 蛇夫座66、蛇夫座67、蛇夫座68、蛇夫座70 | 宗人     | Official of Religious Ceremonies | 皇族的大宗，或周代的禮官                                                   | 天市垣       | 4    |
| 蛇夫座α | 候       | Astrologer                       | 負責觀察天象的官員                                                         | 天市垣       | 1    |
| 蛇夫座37、NSV 8142、NSV8152、武仙座60 | 宦者     | Eunuch Official                  | 侍候皇帝的太監                                                             | 天市垣       | 4    |
| 蛇夫座λ、巨蛇座σ | 列肆     | Jewel Market                     | 寶玉及珍品市場                                                             | 天市垣       | 2    |
| 蛇夫座ι、蛇夫座κ、武仙座47、武仙座43 | 斛       | Dipper for Solids                | 量固體的器具                                                               | 天市垣       | 4    |
| 蛇夫座φ、蛇夫座χ、蛇夫座ψ、蛇夫座ω | 東咸     | Eastern Door                     | 房宿的門戶，免受奸佞騷擾                                                   | 房宿         | 4    |
| 蛇夫座36、蛇夫座θ、蛇夫座44 | 天江     | Celestial River                  | 銀河之江                                                                   | 尾宿         | 4    |
| 蛇夫座45 | 糠       | Chaff                            | 箕揚出的糠                                                                 | 箕宿         | 1    |
| 蛇夫座63、蛇夫座58、蛇夫座51、HD 158704、天箭座3 | 天籥     |                                  |                                                                            | 牛宿         | 8    |